# Потанин, Виктор Кузьмич
Ви́ктор Кузьми́ч Пота́нин (1905 — 1974) — советский военачальник, полковник (1943), командор Ордена Британской Империи (1944).

## Биография
Родился в 1905 году на хуторе Фролов, ныне город Фролово, Волгоградская область, Россия. Русский.
В Красной Армии с 1927 года. Член ВКП(б) с 1930 года.
Участвовал в Советско-финской войне, был ранен. За отличия в боях награждён орденом Ленина.
В начале Великой Отечественной войны майор Потанин — командир 37-го гаубичного артиллерийского полка 37-й танковой дивизии, которая в составе 15-го мехкорпуса участвовала в контрударе по правому флангу 1-й танковой группы Клейста, наступая из района Брод в направлении Радехов, Берестечко. В боях с 297-й пехотной дивизией понесла большие потери и вынуждена была отходить. В начале июля оборонялась в районе Бердичева, затем на подступах к Киеву. За эти бои Потанин был представлен к ордену Красного Знамени, но награждён орденом Красной Звезды.
В январе 1942 года майор Потанин назначен командиром 10-го гаубичного артиллерийского полка 8-й мотострелковой дивизии внутренних войск НКВД СССР
21-й армии, в составе которой принимал участие в Барвенково-Лозовской и Харьковской операциях. За отличия в боях награждён орденом Красного Знамени.
В июле 1942 года подполковник Потанин был назначен командующим артиллерией 63-й стрелковой дивизии, вместе с которой приял участие в Сталинградской битве, командование высоко оценило боевые действия дивизии, и приказом наркома обороны 27 ноября 1942 года она была переименована в 52-ю гвардейскую стрелковую дивизию. 26 января 1943 года части дивизии в результате штурма овладели северо-западными скатами Мамаева кургана и соединились с воинами 13-й гвардейской стрелковой дивизии генерала А. И. Родимцева.
С февраля 1943 года в составе 21-й армии (впоследствии 6-й гв. армии) 52 гв сд участвовала в боях на донбасском направлении в ходе операции «Скачок».
В июле 1943 года 52 гв сд приняла участие в Курской битве. За боевые отличия командующий артиллерией дивизии гвардии полковник Потанин был представлен к ордену Ленина., но был награждён орденом орденом Отечественной войны I степени, а также отмечен и иностранной наградой: король Великобритании Георг VI через посла вручил Потанину орден «Британская империя» 3-й степени.
С января 1945 года и до конца войны Потанин — командующий артиллерией 89-го стрелкового корпуса. В составе 61-й армии 1-го Белорусского фронта в январе — начале февраля 1945 года корпус вел активные боевые действия в Варшавско-Познанской (14 января — 3 февраля), в феврале — начале апреля — в Восточно-Померанской (10 февраля — 4 апреля) стратегических операциях. Боевой путь корпус завершил участием в Берлинской стратегической операции (16 апреля — 8 мая), в ходе которой во взаимодействии с 1-й армией Войска Польского наступал в обход Берлина с севера и к концу операции вышел на Эльбу юго-восточнее Виттенберга.
Умер в 1974 г. Похоронен в г. Сочи.

## Награды

### СССР
- Два ордена Ленина (1941)
- два ордена Красного Знамени (27.09.1942, 07.05.1945)
- орден Суворова II степени (31.05.1945)
- орден Отечественной войны I степени (21.09.1943)
- два ордена Красной Звезды (13.04.1942, 03.11.1944)
  - Медали СССР в том числе:
  - «За оборону Сталинграда»
  - «За Победу над Германией в Великой Отечественной войне 1941—1945 гг.» (1945)
  - «За взятие Берлина»
  - «За освобождение Варшавы»

### Иностранные награды
- Командор Ордена Британской Империи (Великобритания 1944)[7]